# Highland Heights (Kentucky)
Pour les articles homonymes, voir Highland Heights.
Highland Heights est une ville du comté de Campbell (Kentucky), aux États-Unis. Elle compte 6 923 habitants d'après le recensement des États-Unis de 2010.
On y retrouve, notamment, la Northern Kentucky University (en) ainsi que le siège social de General Cable.
D'après le bureau du recensement des États-Unis, la ville couvre une superficie de 6,7 km2.

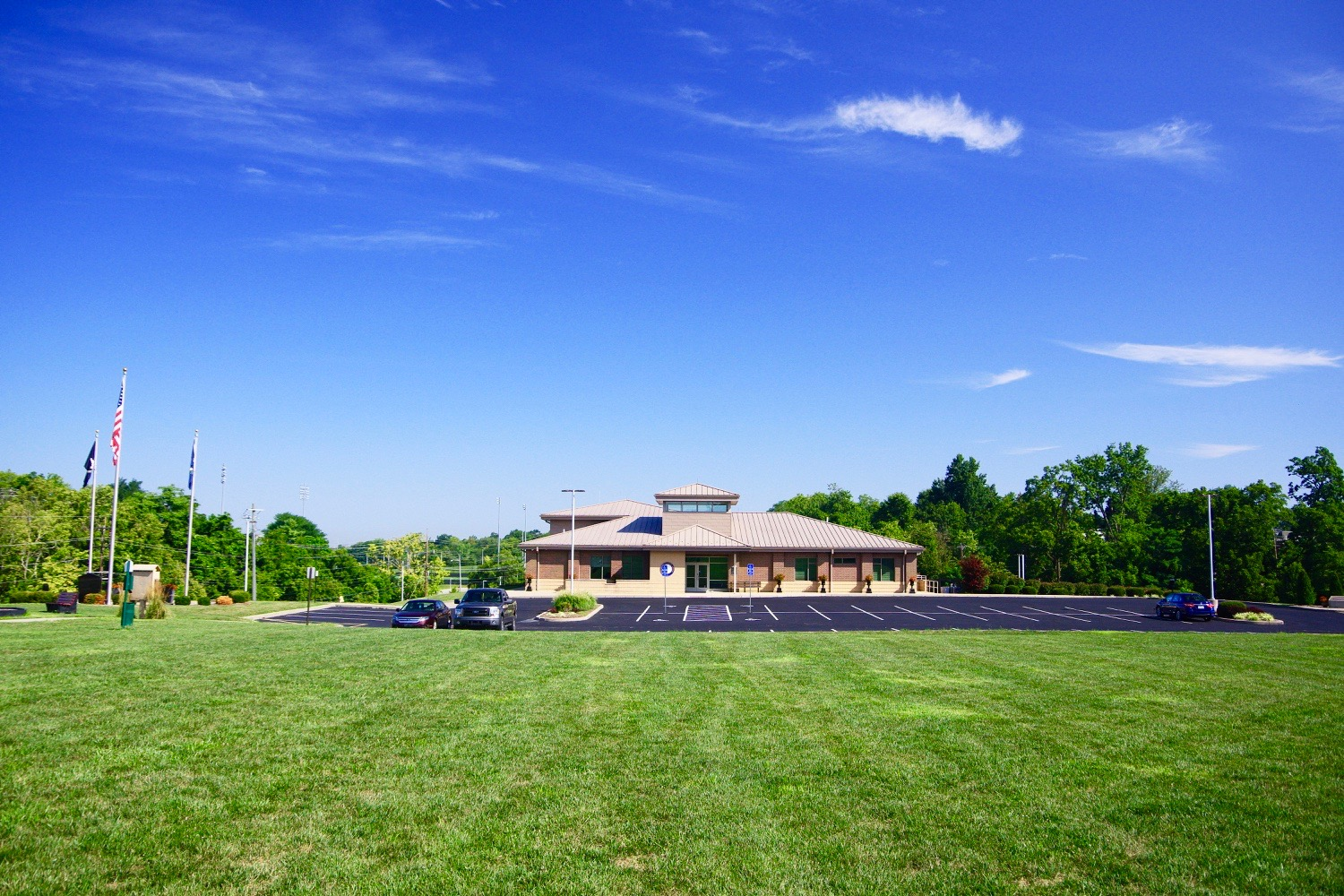
Complexe municipal